# Hymnologie

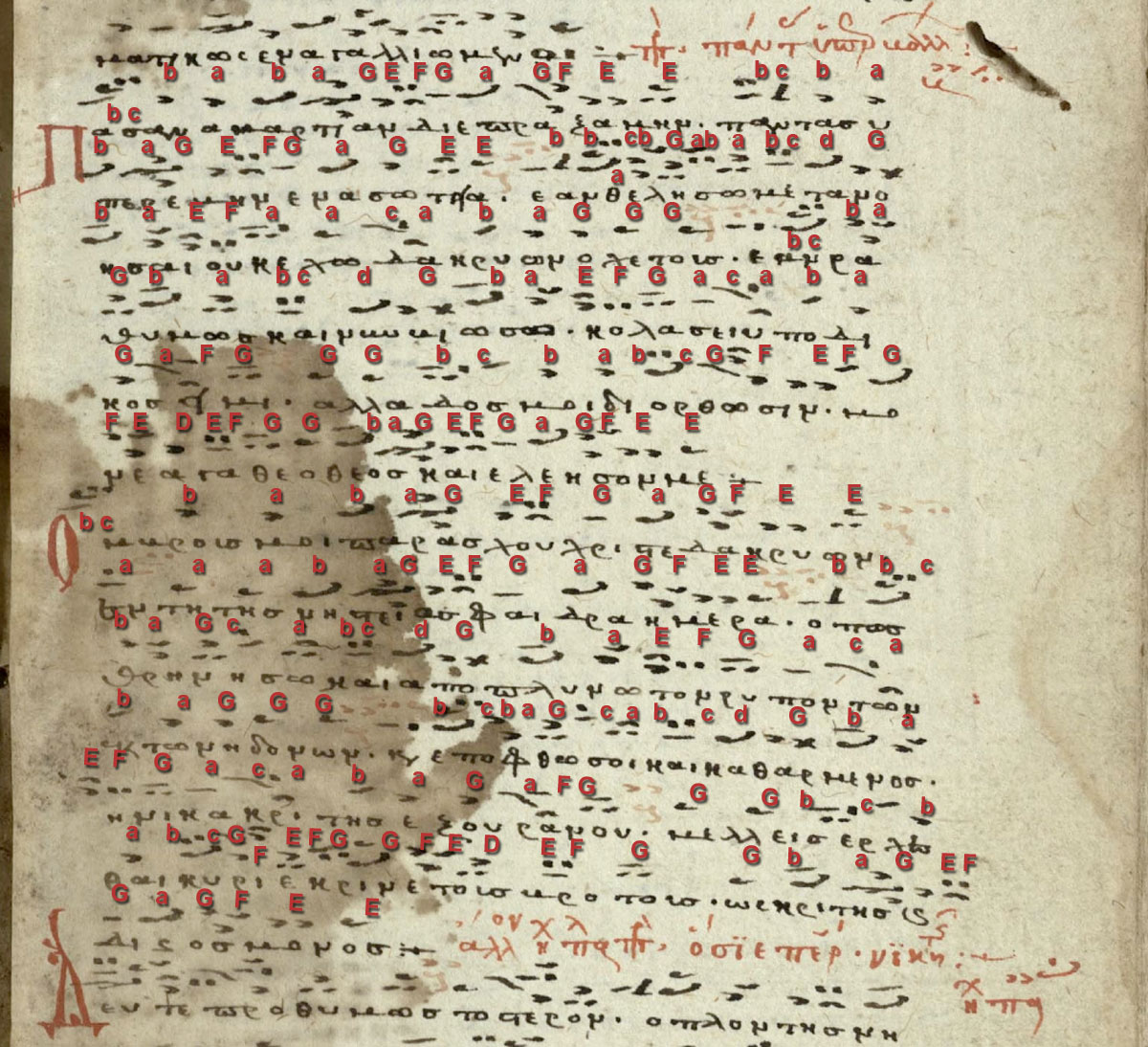
Prosomoia byzantine

L'hymnologie (du grec ὕμνος hymnos, "chant de louange" et -λογία -logia, "étude de") est l'étude savante des chants religieux et hymnes, dans ses nombreux aspects. Il peut être plus ou moins clairement distingué de l'hymnodie qui concerne la création et la pratique d'une telle chanson. Les hymnologues, peuvent étudier l'histoire et les origines des hymnes et des traditions du culte chanté, les biographies des femmes et des hommes qui ont écrit des hymnes constitués en usage choral ou en congrégation, les interrelations entre le texte et la mélodie ainsi que les arguments sociopolitiques, théologiques et esthétiques concernant les différents styles de culte chanté.   